# NGC 4323
NGC 4323 é uma galáxia lenticular (SB0) localizada na direcção da constelação de Coma Berenices. Possui uma declinação de +15° 54' 19" e uma ascensão recta de 12 horas, 23 minutos e 01,7 segundos.
A galáxia NGC 4323 foi descoberta em 1882 por Ernst Wilhelm Leberecht Tempel.